# Bretteville-l'Orgueilleuse
Pour les articles homonymes, voir Bretteville.
Bretteville-l'Orgueilleuse [bʁɛtvil lɔʁɡœjøz]  est une ancienne commune française, située dans le département du Calvados en région Normandie, peuplée de 3 051 habitants. Elle est fusionnée au sein de la commune nouvelle Thue et Mue en 2017.

## Géographie
La commune est aux confins du Bessin et de la plaine de Caen. Son bourg est à 12 km à l'ouest de Caen et à 17 km au sud-est de Bayeux.
Le territoire est traversé par la route nationale 13 (normes autoroute A13 de 2008 à 2011).
Le TER dessert la gare de Bretteville-Norrey à raison de seize arrêts par jour, mettant ainsi la capitale régionale, Caen, à 8 minutes.
| Sainte-Croix-Grand-Tonne              | Rots (comm. dél. de Secqueville-en-Bessin) | Rots (comm. dél. de Secqueville-en-Bessin et Rots) |
| Putot-en-Bessin                       | Bretteville-l'Orgueilleuse                 | Rots (comm. dél. de Rots)                          |
| Putot-en-Bessin, Saint-Manvieu-Norrey | Saint-Manvieu-Norrey                       | Rots (comm. dél. de Rots), Saint-Manvieu-Norrey    |

## Toponymie
Le nom de la localité est attesté sous la forme Brittivilla ou Britti villa en 1077 ; Bretevilla Orguillosa en 1078 ; Britivilla Orgullosa en 1082 ; Bretevilla Orgoillosa en 1158 ; Brithivilla Orgoilloza en 1161 ; Breteville Orgoillose 1170 ; Britavilla Orgoillosa en 1172 ; Breteville-l’Orguliuse en 1177 ; Bretevilla Superba en 1249 ; Breteville-l’Orguelose en 1296 ; Breteville-l’Ourgueilouse en 1297 ; Brithavilla Superba en 1456 ; Bretheville-l’Orguillouse en 1482,.
Le type toponymique Bretteville appartiennent à une série de noms en -ville propres à la seule Normandie. Le plus ancien nom en -ville attesté dans cette région est Bourville en 715. Il a été mis en évidence qu’ils sont situés pour l'essentiel dans la zone de diffusion de la toponymie normannique (noroise), tout comme les Anglesqueville / Englesqueville. 
Le premier élément Brette- est issu de l'ancien français bret(e) qui signifie « breton(ne) », mais dans son acception ancienne, c'est-à-dire « originaire de l'actuelle Grande-Bretagne »,. L'ancien français vile signifiait originellement « domaine rural » (l'adjonction d'un second L latinise d'après l'étymologie VILLA, alors que vilain, du dérivé VILLANU, n'en prend pas).
René Lepelley voit dans le déterminant complémentaire l'Orgueilleuse, une substantivation de l'adjectif orgueilleux, dérivé d’orgueil au sens de « vaillance » ou « force » sans davantage d'explication. Il s'agit vraisemblablement d'une allusion à la fierté de ses habitants, à la suite d'une anecdote dont on a perdu la trace. -l'Orgueilleux (au masculin) est en effet un déterminant complémentaire courant en toponymie et on le rencontre en Normandie dans Pressagny-l'Orgueilleux (Eure, Presegniacum Lorguellox au début du XIIIe siècle; [Presseium] superbum au XIIIe siècle) ou ailleurs, par exemple : Corvol-l'Orgueilleux (Nièvre, Corvolium Superbum en 1239; Courvaul Lourguilleux). Les formes latinisée [Bretevilla] Orguillosa(1078); [Britivilla] Orgullosa (1082), ainsi que la transcription latine Bretevilla Superba de 1249, ne laissent guère de doute sur sa signification. Le latin superbus veut dire en effet « fier, insolent, superbe, magnifique », « fier de son origine » et sŭperbĭa « orgueil, arrogance, dédain, hauteur ».
En tout état de cause, ce déterminant complémentaire permet d’éviter la confusion avec les très nombreux autres Bretteville, notamment des quatre autres communes portant ce nom dans le département du Calvados.

## Histoire
Une petite agglomération gallo-romaine, dites de bord de voie, y a été repérée.
Le Livre de raison des Perrotte de Cairon signale que François Ier, lors de son tour de France, s'arrêta à Bretteville l’Orgueilleuse le dimanche 14 avril 1532 : « Dyna ciens le Roy Fransois et son fils monsr le Dauffin et dormit le Roy troys heures emprès dyner et monsr le dauffin s’ébatoit à faire monter les gentilshommes sur la granche et maison du jardin… »
Après le débarquement du 6 juin 1944, les soldats alliés canadiens du Regina Rifle Regiment de la 3e division d'infanterie canadienne libèrent le village le 7 juin 1944 avec pour objectif la ligne de chemin de fer Cherbourg-Paris. Mais le village n'est pas apaisé pour autant, les Reginas devant, pendant les jours suivants, repousser deux massives contre-attaques allemandes de la 12e Panzer SS Division menée par le général Kurt Meyer venus de l'ouest (Rots) et du sud (Norrey-en-Bessin). Le clocher du village servant de poste d'observation aux Alliés est détruit par un obus allemand le 15 juin.
Le général de Gaulle, à l'occasion d'une visite officielle en Basse-Normandie en 1960, fait une étape à la mairie de Bretteville-l'Orgueilleuse, chaleureusement accueilli par la population.

## Politique et administration
À fin décembre 2016, le conseil municipal était composé de dix-neuf membres dont le maire et cinq adjoints. Ces conseillers intègrent au complet le conseil municipal de Thue et Mue le 1er janvier 2017 jusqu'en mars 2020.

### Liste des maires
| Période                                  | Période       | Identité            | Étiquette | Qualité                                                              |
| ---------------------------------------- | ------------- | ------------------- | --------- | -------------------------------------------------------------------- |
| Les données manquantes sont à compléter. |               |                     |           |                                                                      |
| avant 1948                               | après 1965    | Pierre Lesauvage    |           |                                                                      |
| avant 1967                               | mars 1983     | Claude Lemarinier   |           | Médecin                                                              |
| mars 1983                                | mars 1989     | Jean-Marie Schuller |           | Industriel (publicité)                                               |
| mars 1989                                | mars 2001     | Nicole Maugue       | SE-DVD    | Avocate                                                              |
| mars 2001                                | décembre 2016 | Loïc Cavellec       | SE        | Chef d'entreprise Président de la CC Entre Thue et Mue (2012 → 2016) |

### Liste des maires délégués
| Période      | Période            | Identité          | Étiquette | Qualité                                                   |
| ------------ | ------------------ | ----------------- | --------- | --------------------------------------------------------- |
| janvier 2017 | avril 2017 (décès) | Loïc Cavellec     | SE        | Chef d'entreprise 2e vice-président de Caen la Mer (2017) |
| mai 2017     | mars 2020          | Jean-Pierre Balas | SE        | Retraité 1er adjoint au maire de Thue et Mue (2017 → )    |

## Démographie
L'évolution du nombre d'habitants est connue à travers les recensements de la population effectués dans la commune depuis 1793. À partir du 1er janvier 2009, les populations légales des communes sont publiées annuellement dans le cadre d'un recensement qui repose désormais sur une collecte d'information annuelle, concernant successivement tous les territoires communaux au cours d'une période de cinq ans. 
Pour les communes de moins de 10 000 habitants, une enquête de recensement portant sur toute la population est réalisée tous les cinq ans, les populations légales des années intermédiaires étant quant à elles estimées par interpolation ou extrapolation. Pour la commune, le premier recensement exhaustif entrant dans le cadre du nouveau dispositif a été réalisé en 2007,.
En 2021, la commune comptait 3 051 habitants, en évolution de +11,07 % par rapport à 2015 (Calvados : +1,58 %, France hors Mayotte : +2,49 %).
C'est la commune la plus peuplée de la communauté de communes entre Thue et Mue et du canton de Bretteville-l'Orgueilleuse. Elle comprenait 980 résidences principales au 31 décembre 2007.
Une politique de l'habitat a été mise en place au cours du mandat 2001-2008 et se poursuit avec le nouveau mandat. Quoique non obligée par la loi sur le pourcentage de logements sociaux rapporté au nombre de logements totaux, sous l'impulsion du maire et de son conseil municipal, trente logements sociaux ont été réalisés en 2003 et soixante autres sont en cours d'instruction du permis de construire.
La prévision 2013 indique quelque 2 700 habitants. Le PLU révisé en 2008 prévoit et « plafonne » la population à environ 3 000 habitants en 2020
| 1793 | 1800 | 1806 | 1821 | 1831 | 1836 | 1841 | 1846 | 1851 |
| ---- | ---- | ---- | ---- | ---- | ---- | ---- | ---- | ---- |
| 706  | 630  | 770  | 818  | 944  | 974  | 944  | 905  | 896  |

| 1856 | 1861 | 1866 | 1872 | 1876 | 1881 | 1886 | 1891 | 1896 |
| ---- | ---- | ---- | ---- | ---- | ---- | ---- | ---- | ---- |
| 892  | 912  | 873  | 815  | 838  | 763  | 725  | 694  | 700  |

| 1901 | 1906 | 1911 | 1921 | 1926 | 1931 | 1936 | 1946 | 1954 |
| ---- | ---- | ---- | ---- | ---- | ---- | ---- | ---- | ---- |
| 641  | 616  | 611  | 579  | 553  | 586  | 598  | 700  | 732  |

| 1962 | 1968 | 1975  | 1982  | 1990  | 1999  | 2007  | 2012  | 2017  |
| ---- | ---- | ----- | ----- | ----- | ----- | ----- | ----- | ----- |
| 761  | 797  | 1 009 | 1 287 | 2 177 | 2 389 | 2 306 | 2 524 | 3 011 |

| 2019  | - | - | - | - | - | - | - | - |
| ----- | - | - | - | - | - | - | - | - |
| 3 155 | - | - | - | - | - | - | - | - |

## Économie
Un important parc d'activités de 16 hectares (trente-deux lots/parcelles) a renforcé le parc existant saturé qui abritait déjà plus de vingt-cinq entreprises. Ce parc accueille en 2008 cinq nouvelles entreprises. Treize lots sur trente-deux étaient vendus au 31 décembre 2008. La commercialisation est assurée par une filiale de la SHEMA, soit LDA à Hérouville-Saint-Clair.
La compétence économique relève de la communauté de communes entre Thue et Mue. Loïc Cavellec, maire de Bretteville-l'Orgueilleuse, président de la communauté de communes entre Thue et Mue.
Le produit taxe professionnelle 2008 représente une somme de 1,3 million d'euros.
Sur le territoire de la communauté de communes, les deux communes de Bretteville et Rots (plus de 4 000 habitants) sont appelées à se développer et devenir à l'ouest de la capitale régionale Caen un pôle économique et donc de vie important à l'horizon 2012-2015.

## Culture locale et patrimoine

### Lieux et monuments
- Église Saint-Germain des XIIIe et XIVe siècles inscripte au titre des monuments historiques depuis le 18 mars 1927[20].
- Château de la Motte du XVIIIe siècle  inscript au titre des monuments historiques depuis le 26 mars 1973[21].
- Deux cadrans solaires au 27 et 61 rue de Caen.
- Stèle en l'honneur des libérateurs canadiens, place des Canadiens.

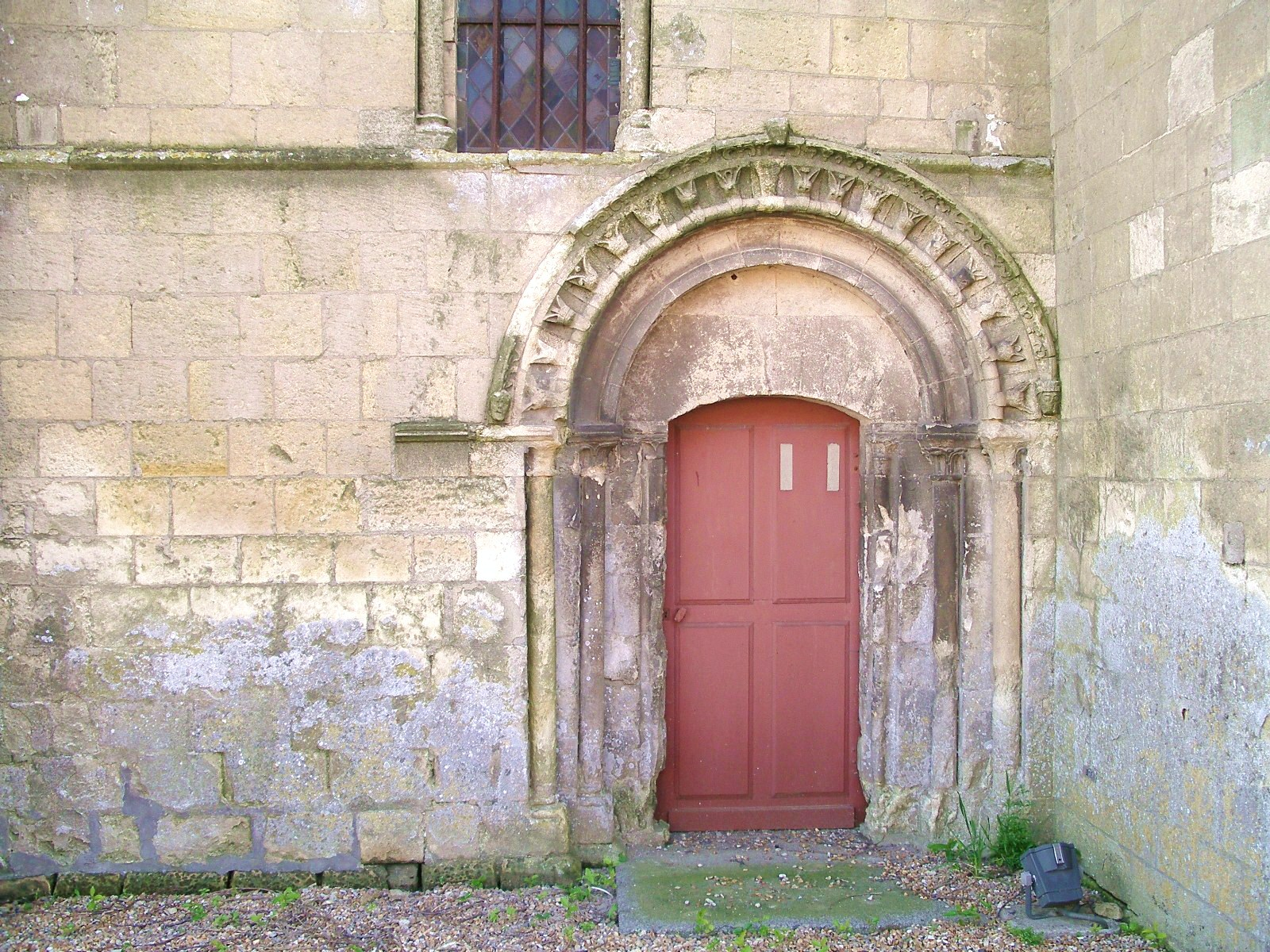
Porte latérale nord de l'église.
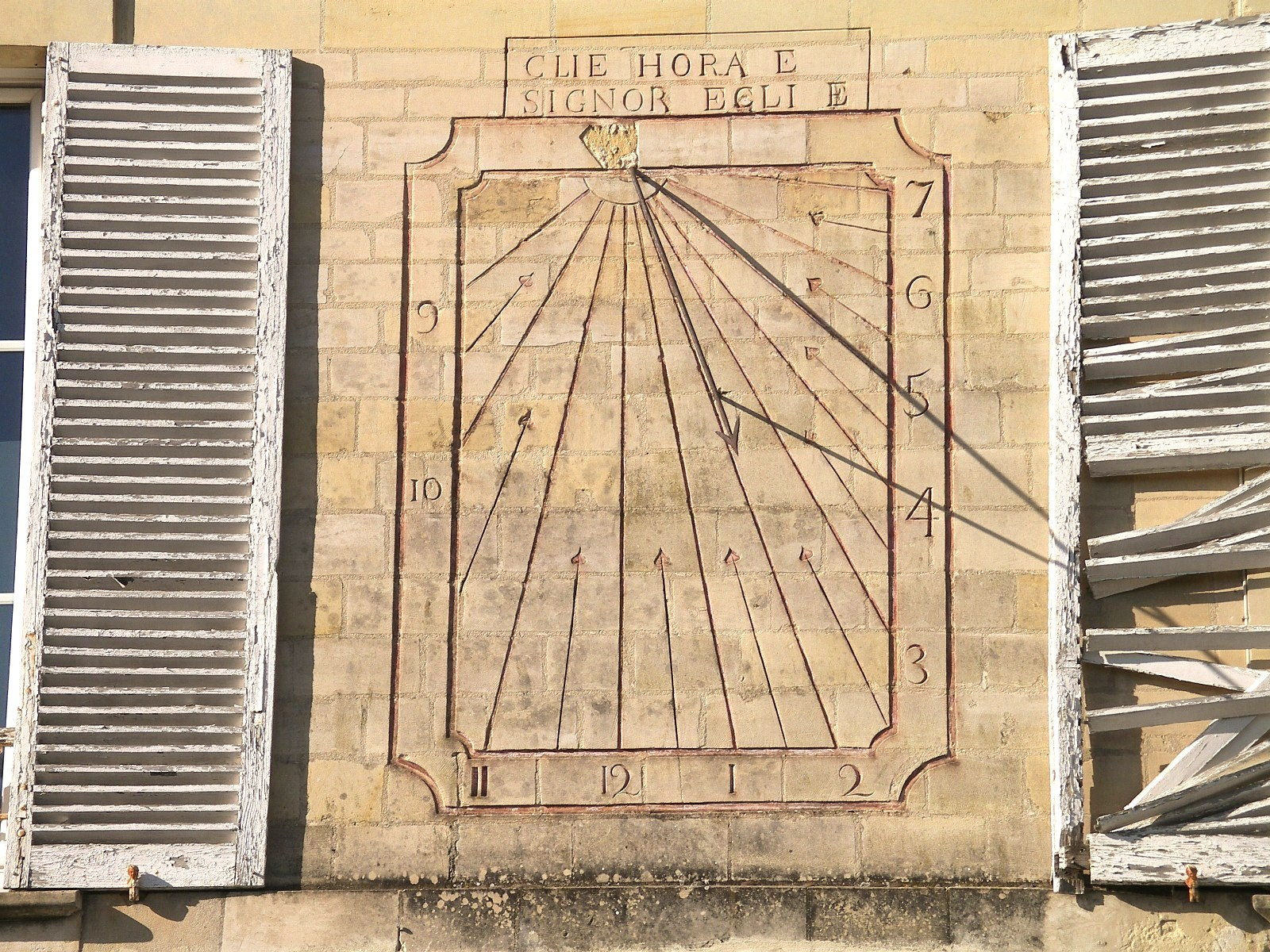
Le cadran solaire du 27 rue de Caen.
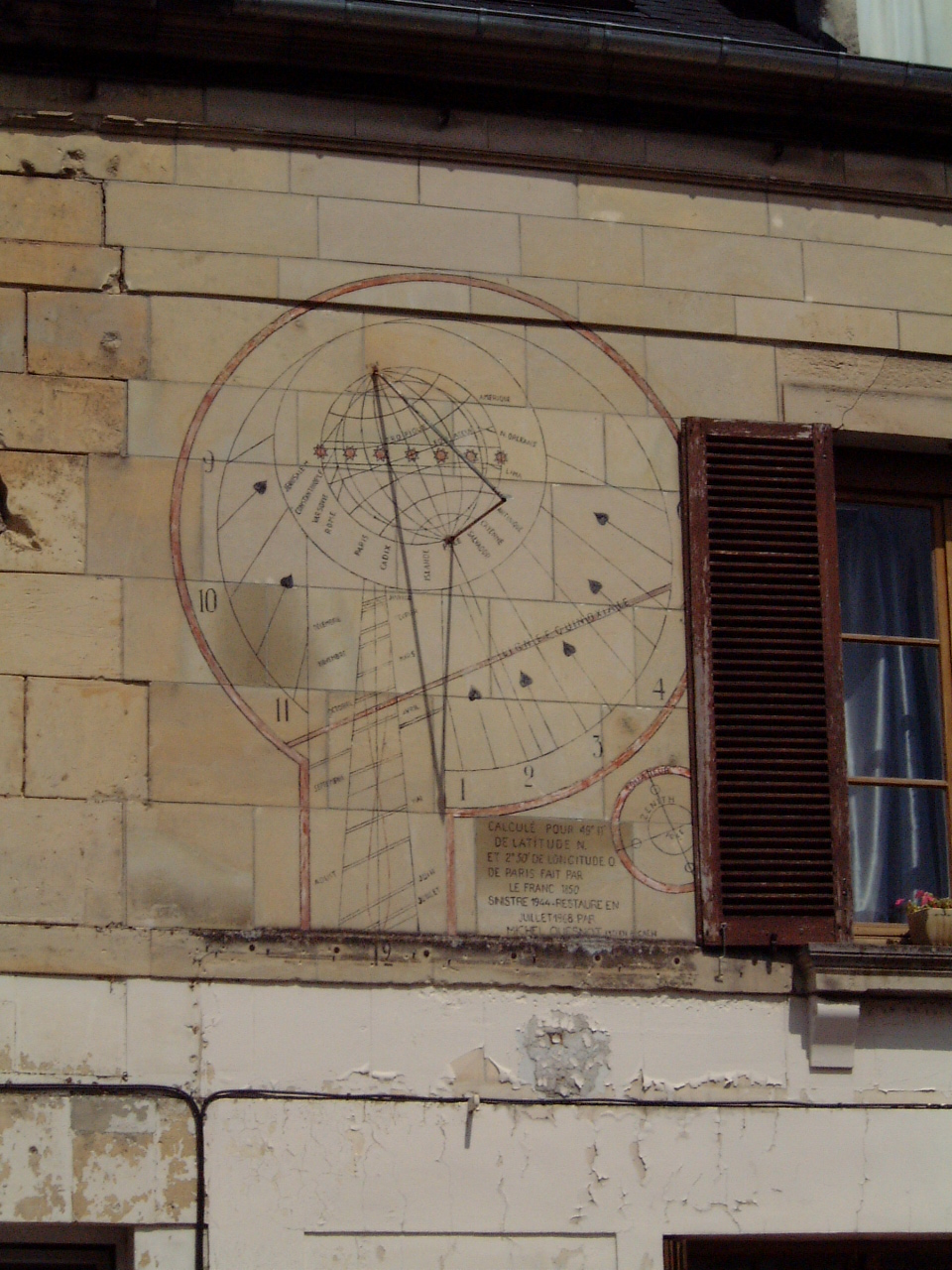
Le cadran solaire du 61 rue de Caen.
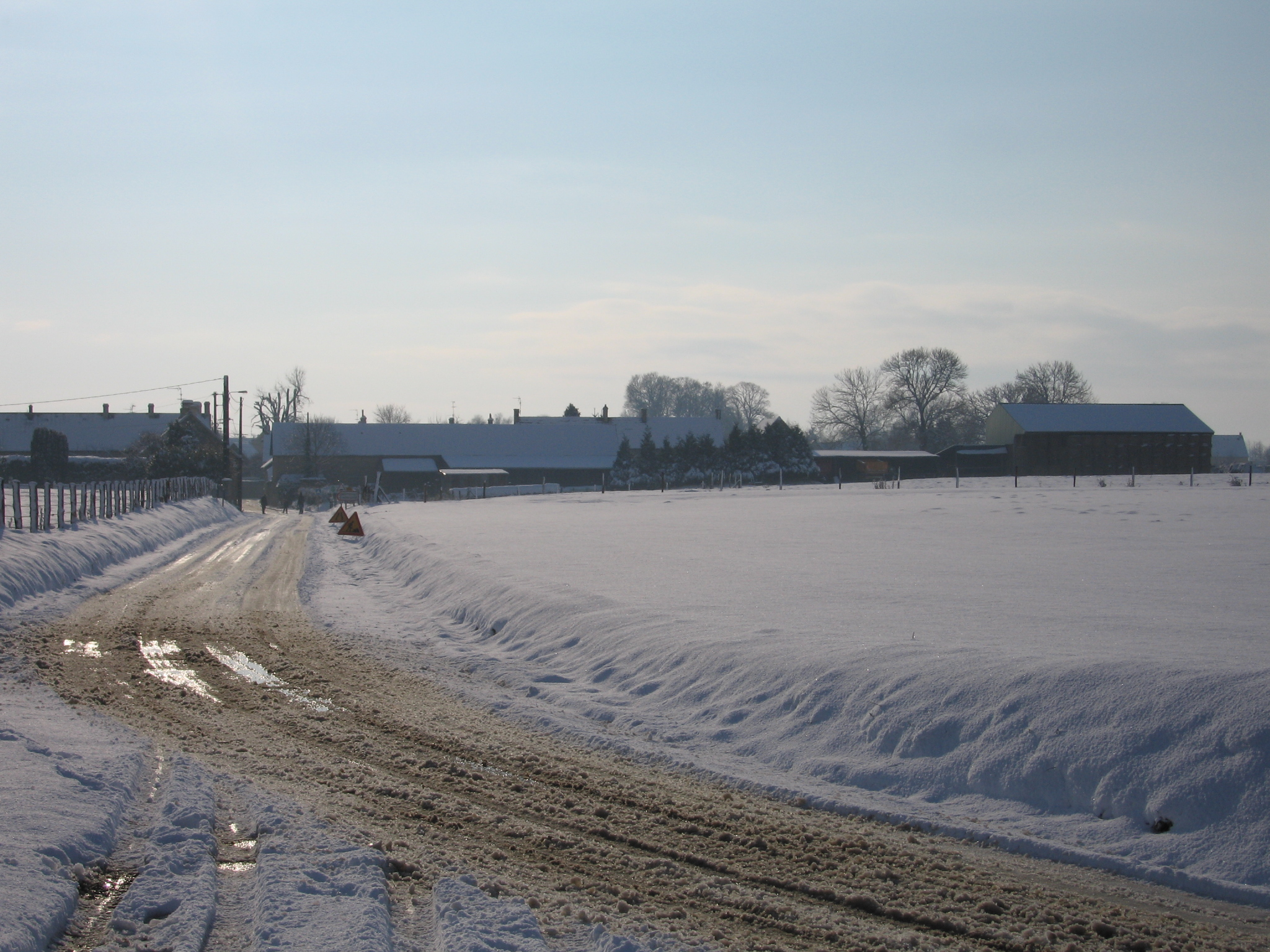
La rue de Secqueville-en-Bessin sous la neige.
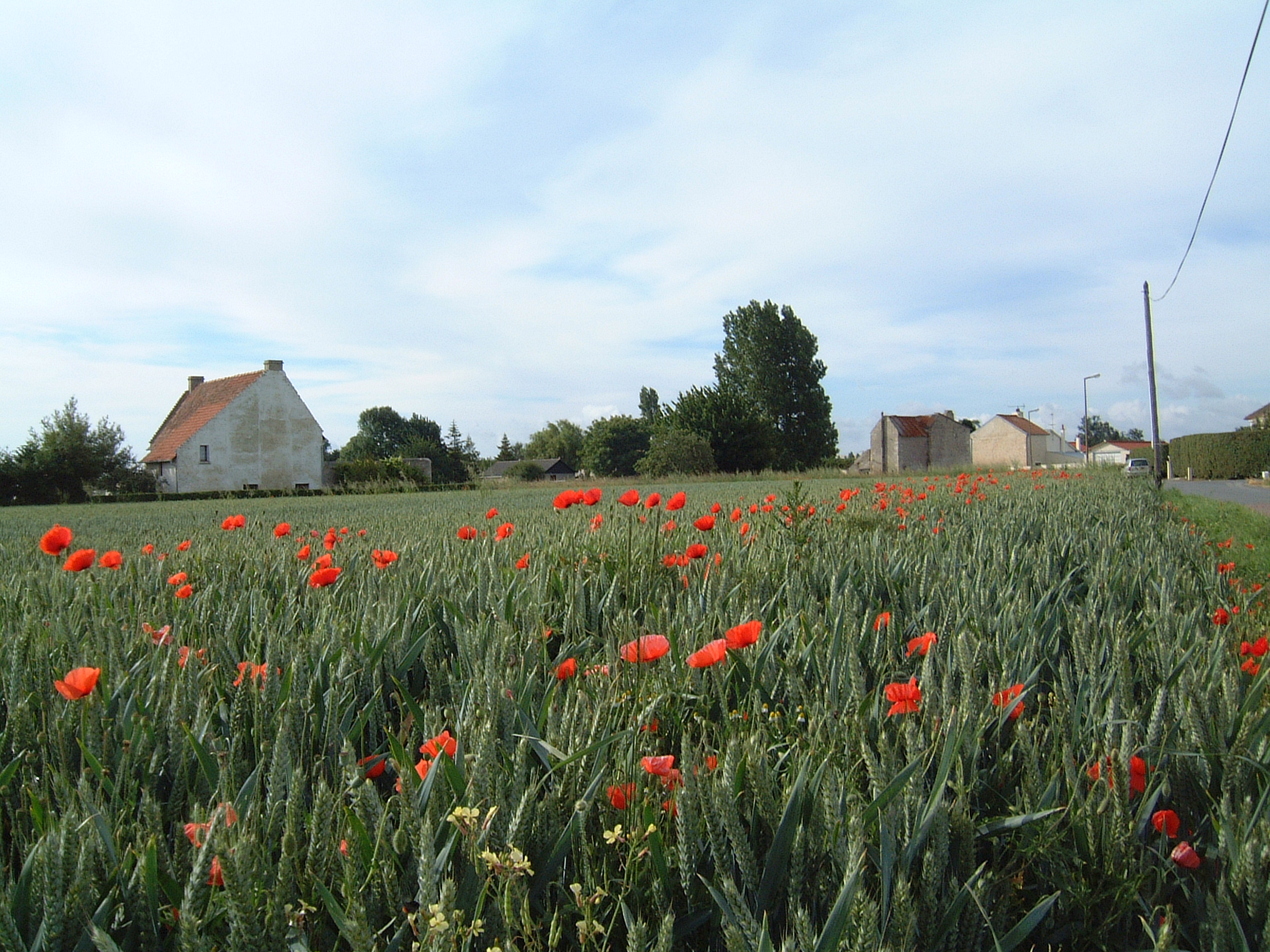
La Bergerie.

### Personnalités liées à la commune
- Colette Marin-Catherine (1929-) et son frère Jean-Pierre Catherine (1926-1945), adolescents résistants mis en lumière par le documentaire oscarisé Colette en 2020. Jean-Pierre Catherine entre dans la Résistance en 1940, il est arrêté en 1943 et meurt au camp de concentration de Dora en 1945 ; Colette Marin-Catherine témoigne de la guerre à partir des années 2010. Leurs parents étaient aussi résistants.

## Activité et manifestations

### Jumelages
- Long Bennington (Royaume-Uni) depuis 2004.
- Maureillas-las-Illas (France) depuis 1995.

### Sports
L'Union sportive de Bretteville-l'Orgueilleuse fait évoluer deux équipes de football en divisions de district. Le gardien international français Benoît Costil y a notamment évolué avant de partir pour le Stade Malherbe de Caen.

### Manifestations
- Foire aux greniers en avril avec une marche, le tout au profit des handi-sports,
- Foire aux greniers également en septembre,
- Marché de Noël en décembre,
- Fête du pays le premier week-end de septembre,

Tous les samedis, place des Canadiens, un mini marché commence[Quand ?] à prendre du volume (fruits, légumes, poissons, vollailes fermières, charcuterie, boucherie…).

### Le Studio
Un complexe culturel baptisé LE STUDIO, disposant d'une salle de spectacle pour 260 personnes assises (fauteuils-gradins rétractables) ou 600 personnes debout ainsi que de nombreuses salles de réunion a été construit lors du mandat 2008/2014 sous le mandat de Loïc Cavellec Maire. Axel Bauer a inauguré cette très belle salle bien équipée en septembre 2013.